# 嘎尔孔茶卡
嘎尔孔茶卡（藏語：དཀར་ཁུང་ཚྭ་ཁ，威利转写：dkar khung tshwa kha，THL：Karkhung Tsakha，藏语意为“白洞盐湖”）位于中国西藏自治区那曲市尼玛县境内，地处尼玛县西部。湖面海拔4907米，面积51.6平方公里。湖滨地势平坦开阔，多戈壁和盐碱地。湖泊形状呈三角形。湖区气候寒冷干燥，年均气温-6℃，年均降水量100～150毫米。湖水主要依靠泉水补给，集水区面积1810.4平方公里，补给系数35.1。